# Sploščena pološčenka
Sploščena pološčenka (znanstveno ime Ganoderma applanatum) je vrsta glive iz rodu pološčenk (Ganoderma).

## Značilnosti
Klobuk je širok od 6 do 20 cm včasih tudi do 40 cm. Je razprostrt in nepravilno ledvičaste oblike. Je rjave barve in v zrelosti prekrit z rjavim trosnim prahom. Rob je koničast; pri mladih gobah bel, kasneje pa rjav. Kožica je tanka.
Trosovnica je luknjičasta in sestavljena iz zelo drobnih in kratkih enoslojnih cevk. Najprej je bele barve, kasneje postane kremnasto rumena. Na pritisk porjavi.
Beta nima, klobuk je bočno priraščen neposredno na podlago.
Meso je najprej belo, kasneje postane rdečkasto temno rjavo. V starosti oleseni. Nima posebnega vonja in okusa.

## Razširjenost in življenjski prostor
Raste čez vse leto. Najprej kot zajedavec na različnih listavcih, ko gostitelj odmre, pa kot gniloživka.

## Mikroskopske značilnosti
Trosni prah je rjasto rjav. Trosi so gladki, elipsasti in merijo 5,5-8 x 4,5-6 µm.

## Podobne vrste
- debela pološčenka (Ganoderma adspersum) se lahko zanesljivo določi le z primerjavo velikosti trosov, ki se večji kot pri sploščeni pološčenki
- smolena pološčenka (Ganoderma resinaceum) ima na robu širok pas kremaste barve
- bakrenasta pološčenka (Ganoderma pfeifferi) ima klobuk sestavljen iz več plasti
- borov trohnobnež (Heterobasidion annosum) raste na iglavcih, predvsem na boru

## Uporabnost
Sploščena pološčenka se uporablja kot ojačevalec okusa v azijski kuhinji. Je neprebavljiva v svoji surovi obliki, vendar velja za užitno, če je kuhana. V zdravilstvu se uporablja v obliki čajev.
V tradicionalni kitajski medicini se uporablja več tisoč let za zdravljenje revmatične tuberkuloze in karcinoma požiralnika, kot tudi za odpravljanje prebavnih motenj in lajšanje bolečin.
Moderne študije so pokazale, da vsebuje spojine z močnimi protitumorskimi, antibakterijskimi in antifibrotičnimi lastnostmi.
Posebnost te gobe je, da se lahko uporabi kot podlaga za risanje. Če se sveža bela trosovnica podrgne ali opraska z ostrim predmetom, se pod njo pokaže temno rjavo tkivo, s čimer se lahko nanjo rišejo črte in senčenje. Ko se goba posuši, postane risba trajna.

## Galerija slik
- zgornja površina prekrita s trosnim prahom
- bela trosovnica
- risba na trosovnici
- trosi